# Конорово
Конорово — упразднённая деревня в Гороховецком районе Владимирской области России.

## География
Урочище находится в восточной части области, в зоне хвойно-широколиственных лесов, к востоку от автодороги 17Н-214, на расстоянии 14 километров (по прямой) к юго-западу от города Гороховец, административного центра района.

### Климат
Климат характеризуется как умеренно континентальный. Средняя температура воздуха самого холодного месяца (января) — −11,2 °C (абсолютный минимум — −45 °С), средняя температура воздуха самого тёплого месяца (июля) — +18,4 °С (абсолютный максимум — +38 °С). Безморозный период длится около 139 дней. Годовое количество атмосферных осадков составляет около 556 мм, из которых 387 мм выпадает в период с апреля по октябрь. Снежный покров держится в среднем около 149 дней.

## История
В «Списке населенных мест Владимирской губернии по сведениям 1859 года» населённый пункт упомянут как удельная деревня Вязниковского уезда, расположенная в 13,5 верстах от уездного города. В деревне насчитывалось 9 дворов и проживало 63 человека (28 мужчин и 35 женщин).
По состоянию на 1905 год, в Конорове имелось 9 дворов и проживало 56 человек. В административном отношении деревня входила в состав Олтушевской волости.
По данным 1926 года в деревне имелось 12 хозяйств (в том числе 11 крестьянских) и проживало 53 человека (27 мужчин и 38 женщин). Являлась частью Колесниковского сельсовета.
На момент упразднения входила в состав Крутовского сельсовета Гороховецкого района. Упразднена решением облисполкома № 773 от 26 июня 1974 года как фактически не существующая.